# Ephesia actaea
Ephesia actaea är en fjärilsart som beskrevs av Felder 1874. Ephesia actaea ingår i släktet Ephesia och familjen nattflyn. Inga underarter finns listade i Catalogue of Life.